# Moresco
Moresco är en ort och kommun i provinsen Fermo i regionen Marche i Italien. Kommunen hade 559 invånare (2018).